# پادشاهی گیومرت
«پادشاهی گیومرت» داستانِ نخستینِ پادشاه جهان (به گفتهٔ شاهنامه در اسطوره ایرانیان) و نخستین پادشاهی پیشدادی در شاهنامهٔ فردوسی است که سی سالِ پادشاهی گیومرت را داستان می‌کند.
فردوسی چنین ابراز می‌دارد که او در کمال و آراستگی و بزرگی دیهیم بر سر گذاشت ولی از روزگار او آگاهی چندانی در دست نیست. زمان کیومرث مانند زمانی نیست که پسر از پدر یاد نماید یا روزگار و از سرگذشته‌ها و خاطرات پدر را بتواند مو بمو بازگو نماید، آنچه بود کیومرث آدمی بود برتر از دیگران در نیکخویی واخلاق ومردم دوستی و آدمیت.
فردوسی که خویش را پژوهنده نوشته‌ها و نامه‌های کهن نام می‌برد و از نام‌آوران و پهلونان ایران باستان دم می‌زند، دربارهٔ کیومرث اینگونه ابراز می‌دارد که او نخستین کسی بود آیین تاج و تحت را بنیان نهاد و باززنده نمود پیش از او در میان خاندانهای ایرانی پادشاهی باشیدن نداشت. پادشاهی کیومرث از روز نوروز که جهان پر از فرّ و آیین و آب است آغاز می‌گردد. دشت و دمن پر از سبزه و گیاه، آفتاب گرمابخش و درخشان، چنین روزی است که کیومرث تاج شاهی بسر برنهاد:
| کیومرث شد بر جهان کدخدای   |  | نخستین به کوه اندرون ساخت جای |
| سر بخت و تختش برآمد به کوه |  | پلنگینه پوشید خود با گروه     |

سرگذشت کیومرث و خاندانش از سروده‌های نامبرده چنین پدیدار می‌گردد که او نه تنها پادشاه بزرگی نبود ونکه تنها کدخدای دهکده یا خاندان خویش که همان جم باشد، بود. خانه و مانگاه نخست‌شان در دل کوه جای داشت این چنین که گمان می‌رود از کوهستان نشینان بوده که خانه یا پایگاهش در دل کوه جای داشت. جامه‌ها و تن‌پوش‌های کیومرث و گروه‌اش نیز جامه‌های بافته شده نبود یا به گفتاری دیگر هنوز به هنر پارچه بافی آشنایی نداشتند از پوست حیوانات رام شدنی و حشی یا ددان مانند پلنگ ددیک برای خویش فراهم می‌نمودند. اینک از فرهنگ روزگار نامبرده در ایران چیزها و کارهایی به میانجی باستانشناسان کاوش و یافته گردیده است.

## اجتماع و فرهنگ دوران کیومرث
اجتماع مردمان در زمان کیومرث داشتند هنوز دوران اولیه بشر متمدن و یکجانشین را سپری می‌نمود و نیاز به ارتقاء همه‌جانبه داشت. بدین سبب کیومرث در پیشرفت فرهنگ و تمدن ایرانیان نقش بسزایی ایفا نموده و پدر تاج‌دار ایرانیان کهن بوده است. شاهنامه او را بانی و ترویج دهندهٔ انواع پوشیدنی، خوردنی، آموزش و پرورش معرفی می‌کند به عبارتی ایرانیان برخی فنون را در رشتن و بافتن از پشم حیوانات را مدیون وی هستند. همچنین برخی غذاها و خوراکی‌های جدید و هنر پخت‌وپز را کیومرث به همگان عرضه نموده است.
در کنار ارائه و آموزش انواع هنرها، از چهره و سیمای پاشاه عادل فرّ شاهنشاهی متبلور می‌شد و روز بروز کدخدایی او بر مردمش شیرین‌تر و مقبول‌تر می‌گشت. دد و دام نیز مطیع فرمان او گشتند و همه حیوانات اهلی و وحشی در کنار کیومرث آرام گرفتند یا در قلمروی او احساس خطر نمی‌کردند. حکیم طوس فردوسی خبر می‌هد که همه در مقابل تخت او دوتا شده عرض ادب بجا می‌آوردند حتی حیوانات نیز از این قاعده مستثنا نبودند در برابر کدخدا کرنش می‌نمودند.
| دوتا می‌شدندی بر تخت او  |  | از آن بر شده فرّه و بخت او |
| به رسم نماز آمدندیش پیش |  | وزو بر گرفتند آیین خویش   |

بدین منوال کیومرث در شاهنامه نخستین پادشاه دانسته شده است که سی‌سال کدخدایی جهان را بر عهده داشت. در شاهنامه نیز مانند متون پهلوی به کوه‌نشینی کیومرث اشاره شده است. به علاوه او کسی‌است که پلنگینه بر تن می‌کند و کشاورزی هم در زمان او آغاز می‌شود. کیومرث فرزندی دارد سیامک نام، که به دست فرزند اهریمن یعنی دیو سیاه (در زمان حیات کیومرث) کشته می‌شود. کیومرث از این ماجرا غمگین می‌شود و هوشنگ پسر سیامک را با لشکری به جنگ دیو می‌فرستد و پس از گرفتن انتقام سیامک، روزگار کیومرث نیز بسر می‌رسد.